# オリェーク・アントーノフ

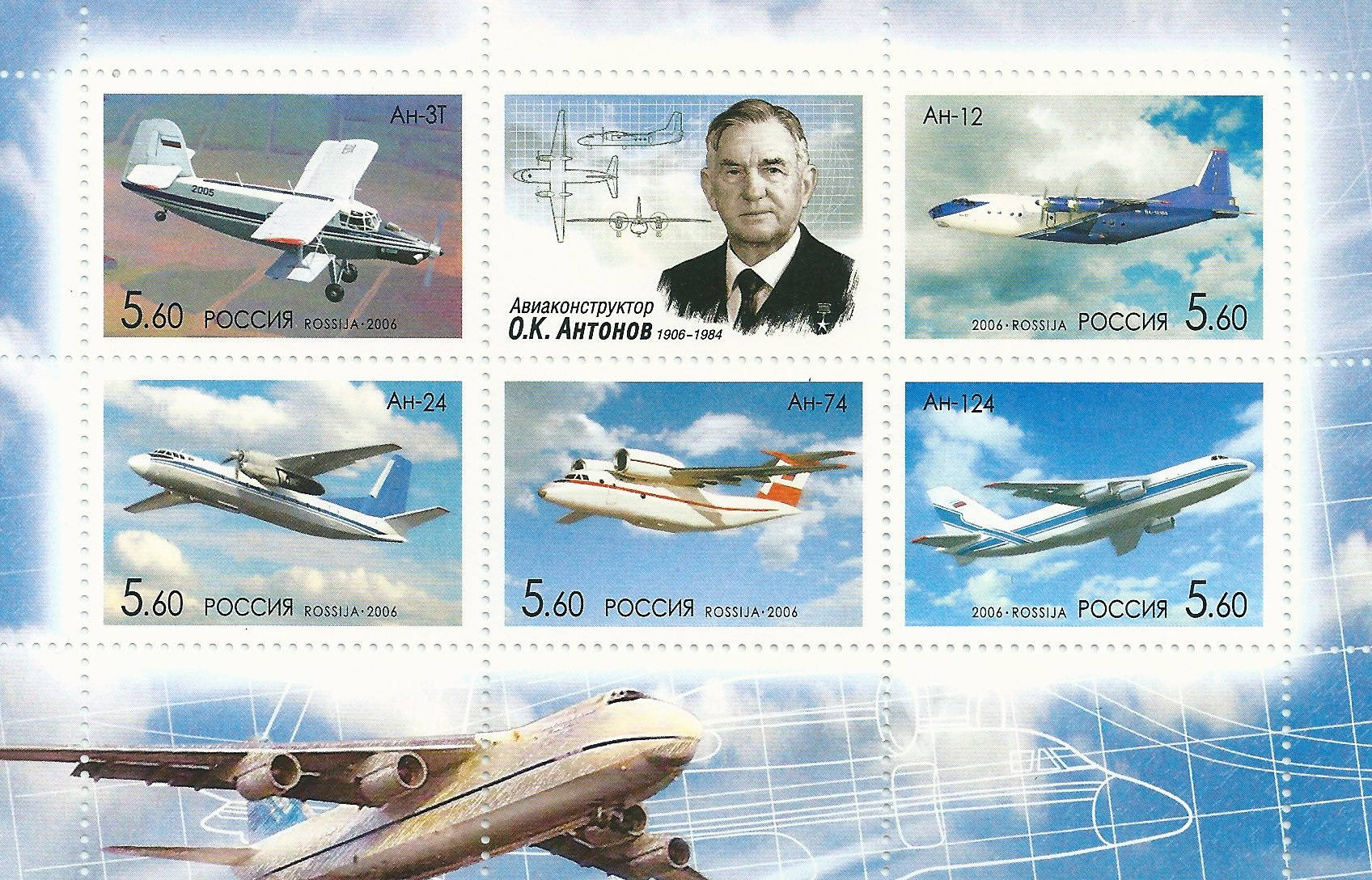
2007年にロシアで発行された記念切手。上段左からAn-3T、アントーノフ、An-12、中段左からAn-24、An-74、An-124ルスラーン

オリェーク・コンスタンチーノヴィチ・アントーノフ（露: Олег Константинович Антонов 、1906年2月7日（ユリウス暦1月27日） - 1984年4月4日）は、ソビエト連邦の航空機設計者。

## 少年期
1906年2月7日、モスクワ近郊のトロイツィ村に生まれた。土木技師であった父コンスタンティン・アントーノフと母ハンナはオリェークが9歳のときに亡くなっている。家族は初め父親が建設に携わった精神病院の敷地内で暮らしていた。1912年、一家はサラトフに引っ越し、アントーノフはそこで工業学校に通った。アントーノフは小さい時から飛行機が好きで、時間があるときはいつもサラトフの空港で飛行機を見て過ごしていた。
17歳のとき、アントーノフは「アマチュア・アビエーション・クラブ」と「空軍友の会」をつくっている。また、同じ年にグライダーOKA-1 "Pigeon"を設計している。

## 航空機設計者
1930年にレニングラード（現サンクトペテルブルク）のカリーニン工科大学を卒業し、1946年に航空機設計局の長官となった。1956年にアントノフ設計局を設立した。同局は超大型輸送機An-225ムリーヤをはじめとする飛行機の設計で知られる。
1952年にソビエト連邦国家賞を、1962年にレーニン賞を受賞したほか、レーニン勲章も二度受勲した。1966年に社会主義労働者英雄称号を受け、1968年からソビエト連邦科学アカデミー会員となった。また、第5期から第7期のソビエト連邦最高会議代議員も務めた。
アントーノフは、グライダーや飛行機の設計に関して多数の著書がある。
キエフには、アントーノフを記念して名付けられた通りがある。また2006年にはウクライナ国立銀行とロシア連邦中央銀行がアントーノフの生誕100年を記念する硬貨を発行した。

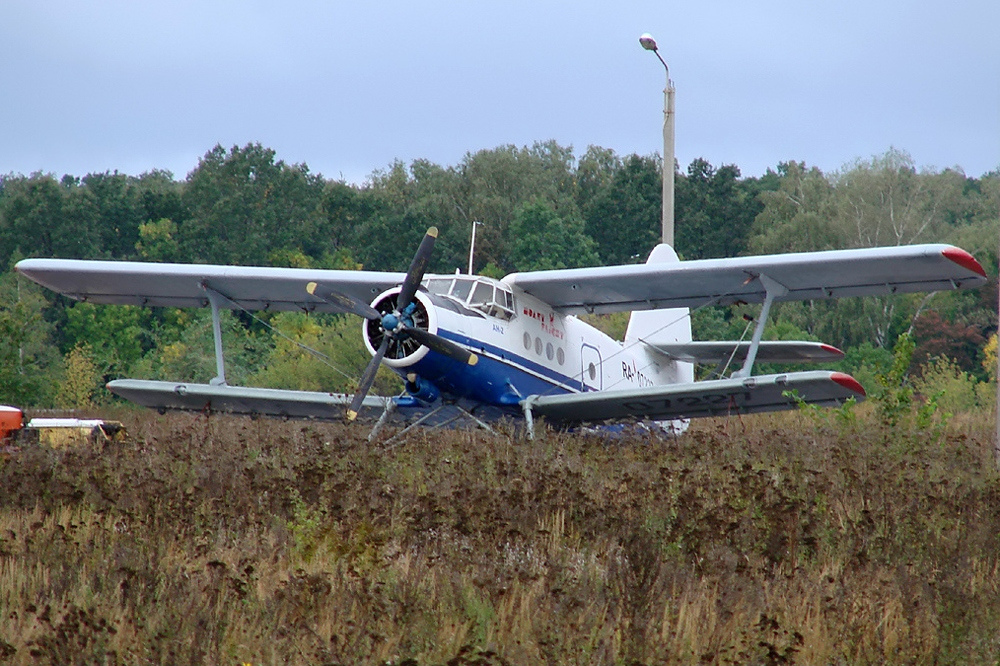
АН-2
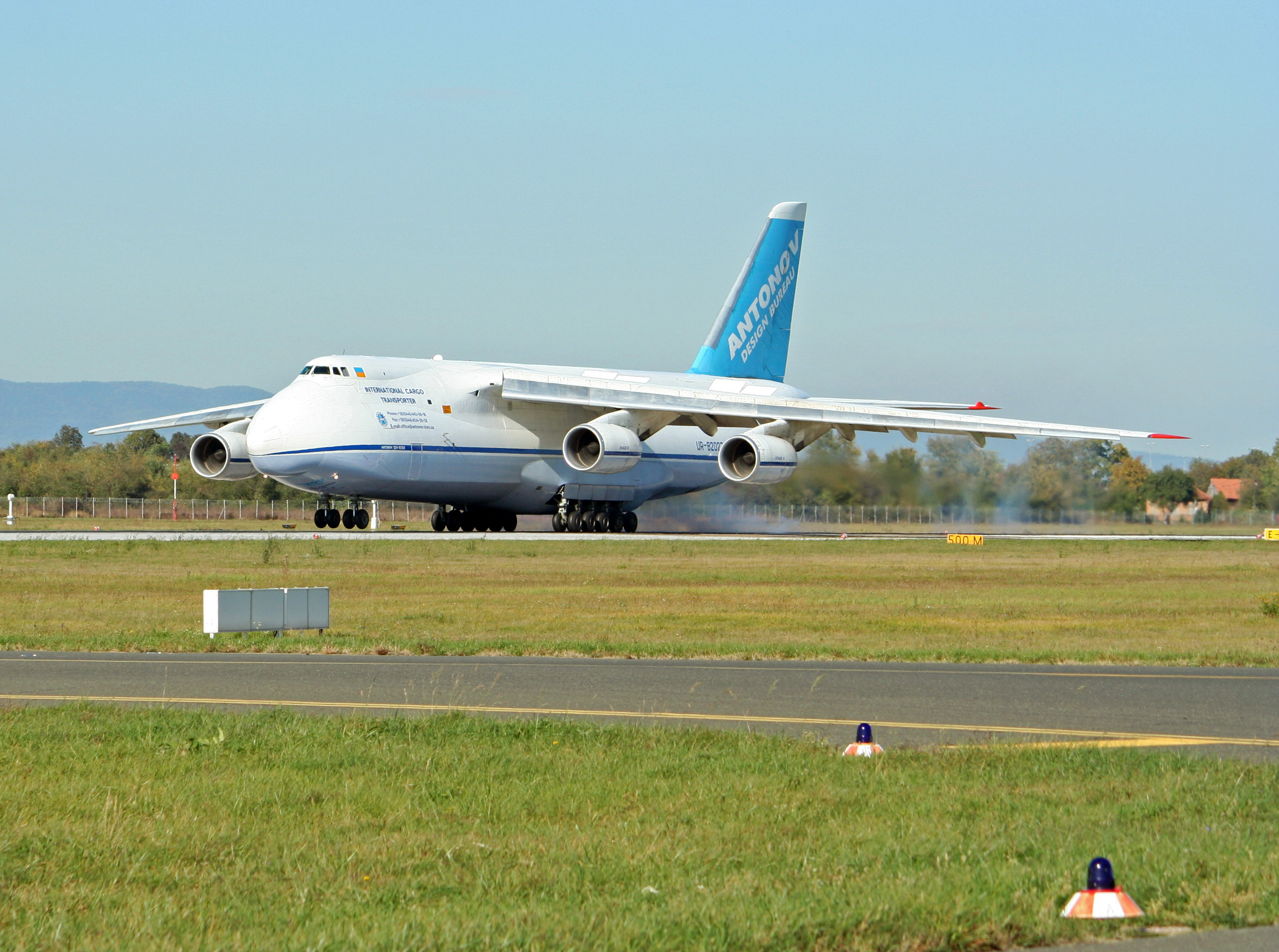
АН-124
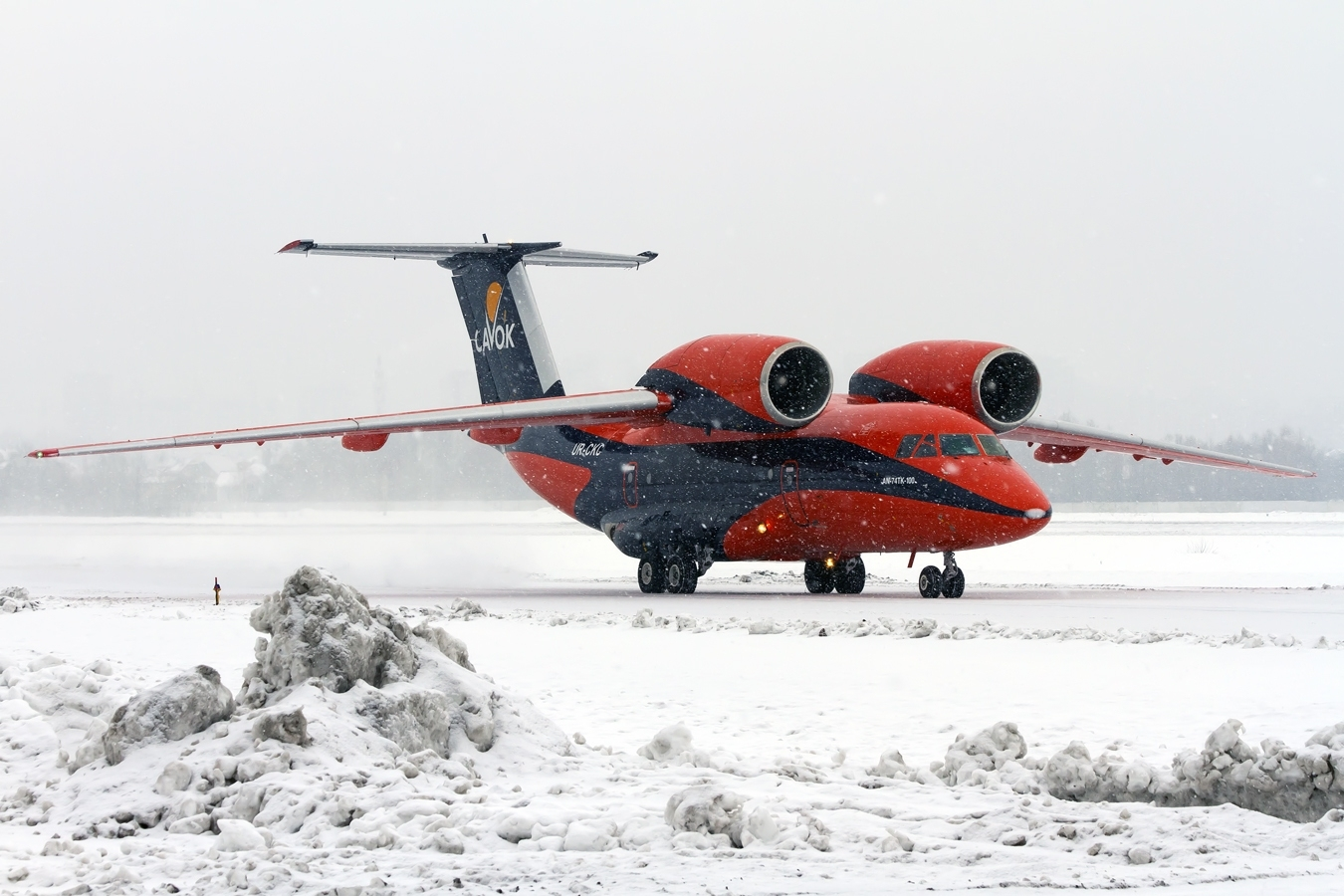
АН-74
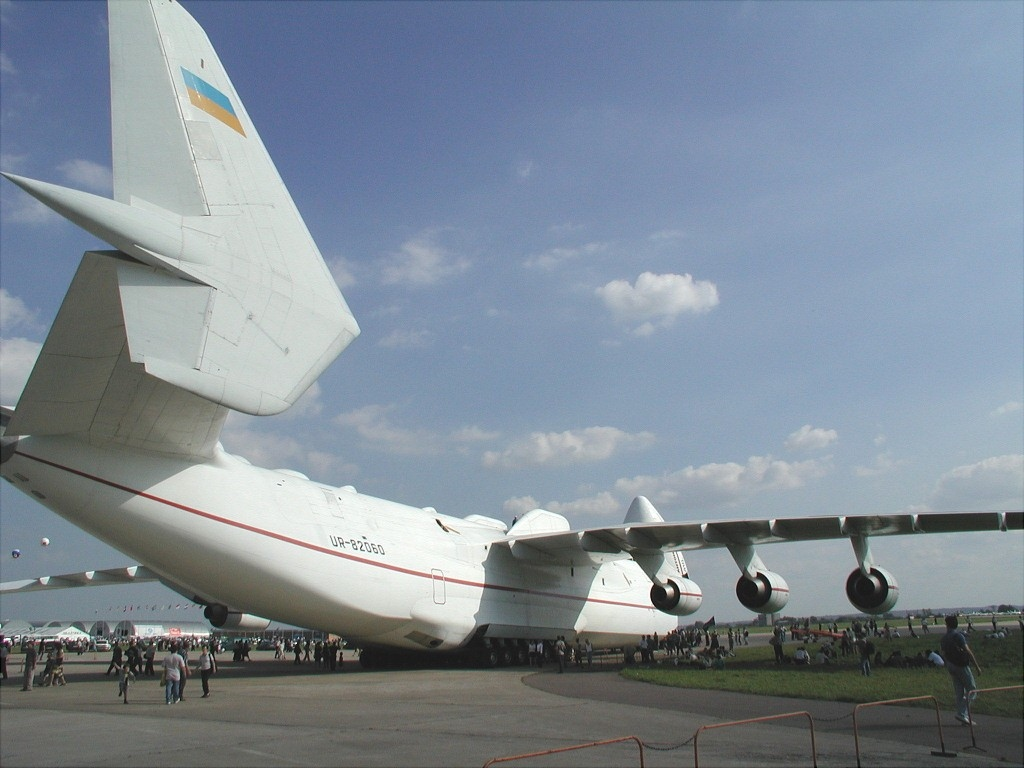
АН-225
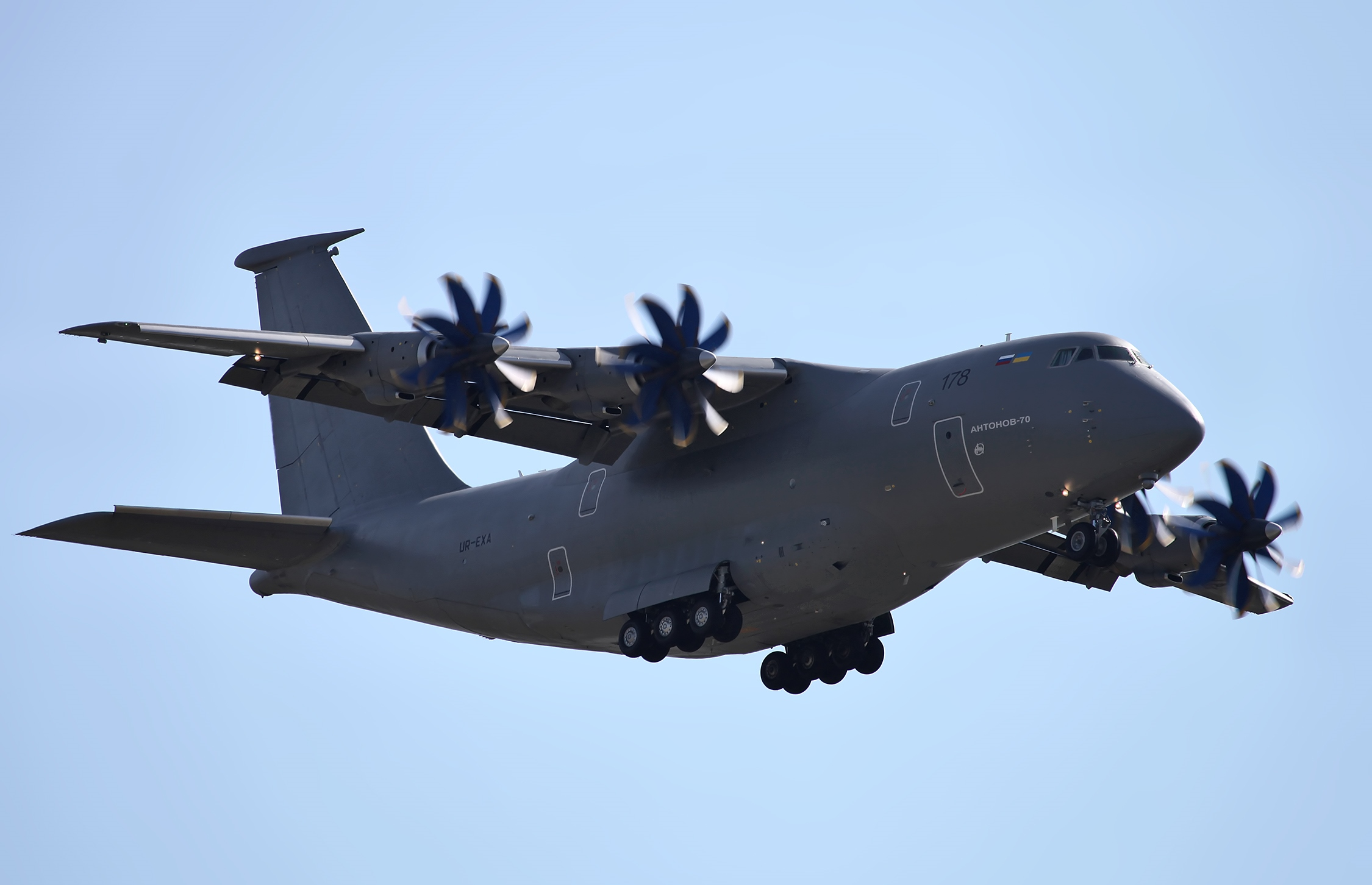
АН-70
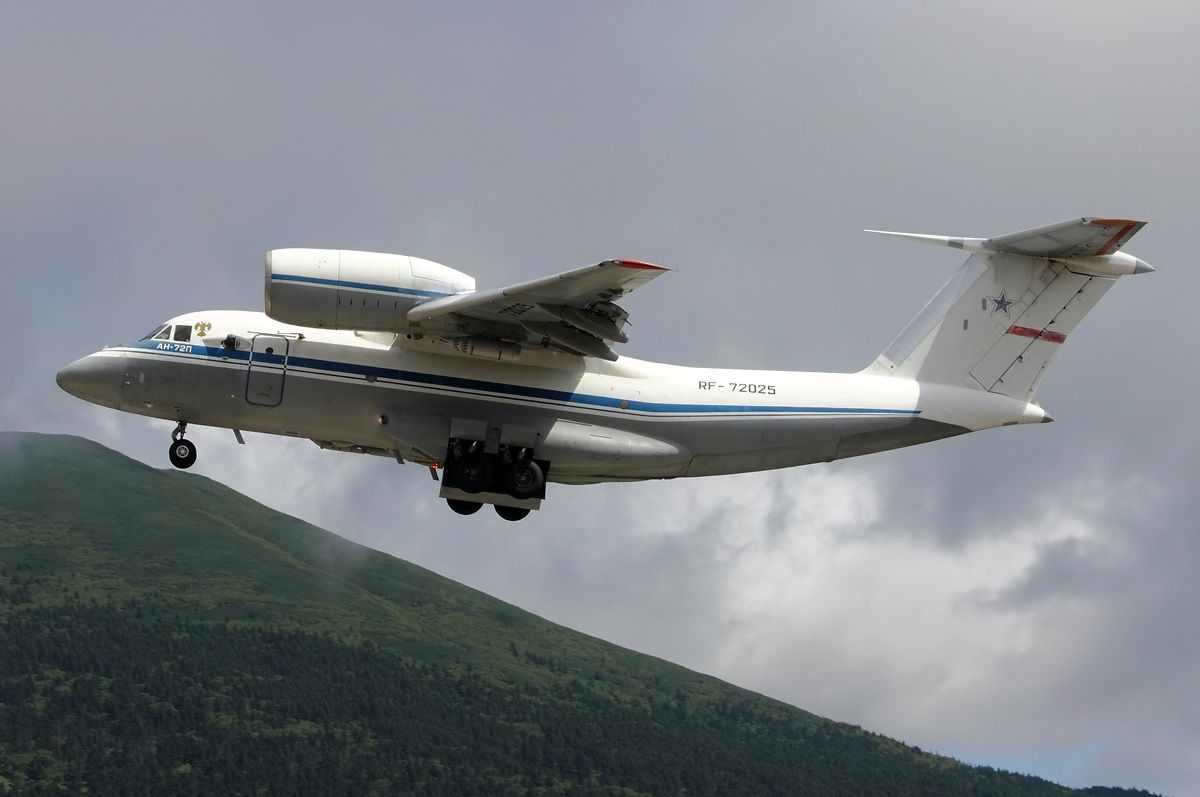
АН-72 с
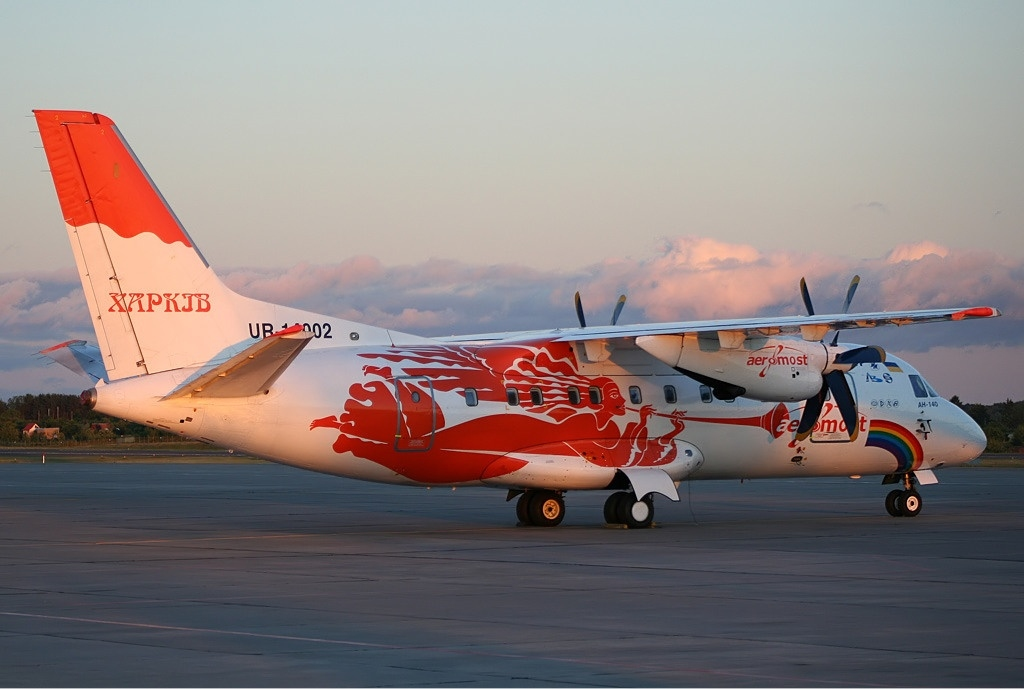
АН-140
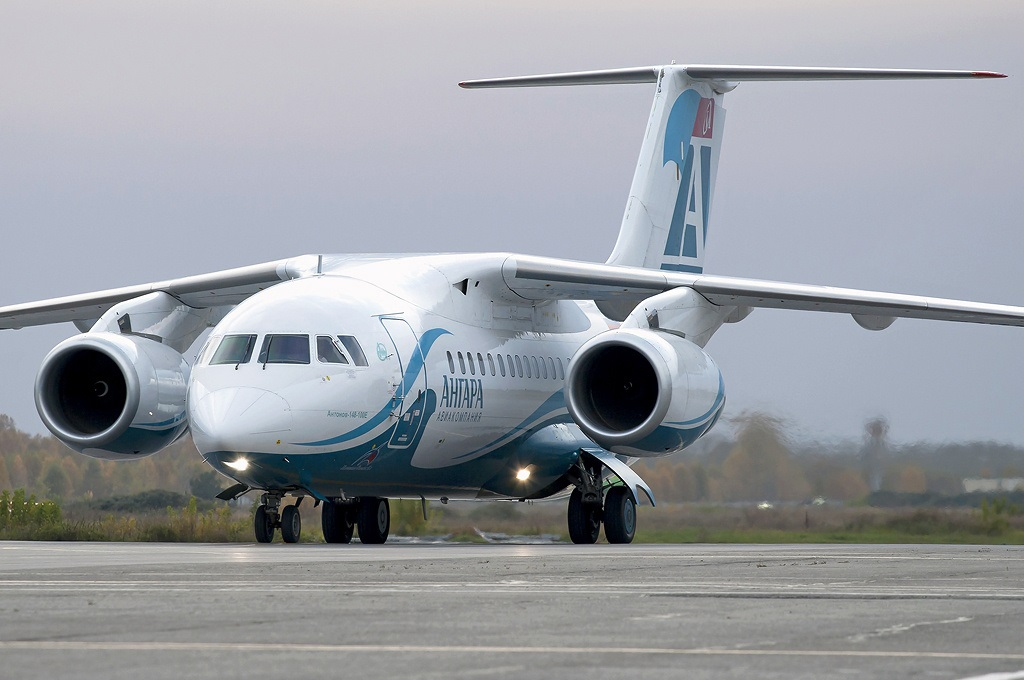
АН-148